# Titularbistum Ilium
Ilium (ital.: Ilio) ist ein Titularbistum der römisch-katholischen Kirche. 
Es geht zurück auf einen untergegangenen Bischofssitz in der antiken Stadt Troja in der kleinasiatischen Landschaft Troas. Der Bischofssitz war der Kirchenprovinz Kyzikos zugeordnet.
| Titularbischöfe von Ilium |                                         |                                                       |                   |                   |
| Nr.                       | Name                                    | Amt                                                   | von               | bis               |
| 1                         | Michel-Joseph Bourguignon d’Herbigny SJ | Geheimbischof in der Sowjetunion                      | 11. Februar 1926  | 24. Dezember 1957 |
| 2                         | James Maguire                           | Koadjutorbischof von Dunkeld (Vereinigtes Königreich) | 5. Oktober 1939   | 10. Oktober 1944  |
| 3                         | Eugene Joseph McGuinness                | Koadjutorbischof von Oklahoma City-Tulsa (USA)        | 11. November 1944 | 1. Februar 1948   |
| 4                         | Leo John Steck                          | Weihbischof in Salt Lake (USA)                        | 13. März 1948     | 19. Juni 1950     |
| 5                         | Francesco Maria Franco                  | emeritierter Bischof von Crema (Italien)              | 10. Juli 1950     | 7. Februar 1968   |